# Савский сельсовет
Савский сельсовет (бел. Саўскі сельсавет) — административно-территориальная единица Горецкого района Могилёвской области Белоруссии. Административный центр — агрогородок Сава.

## Состав
Включает 19 населённых пунктов:
- Вишня — деревня.
- Зубры — деревня.
- Колотилы — деревня.
- Красулино — агрогородок.
- Куртасы — деревня.
- Лугины — деревня.
- Масалыки — деревня.
- Моралевка — деревня.
- Поташи — деревня.
- Радионовка — деревня.
- Сава — агрогородок.
- Слобода — деревня.
- Филиппово — деревня.
- Харьковка — деревня.
- Черничный — посёлок.
- Шарипы Большие — деревня.
- Шарипы Малые — деревня.
- Широкие — деревня.
- Юрково — деревня.

## Население
- 1999 год — 1892 человека
- 2010 год — 1318 человек